# Paraturbanella solitaria
Paraturbanella solitaria is een buikharige uit de familie Turbanellidae. Het dier komt uit het geslacht Paraturbanella. Paraturbanella solitaria werd in 1995 voor het eerst wetenschappelijk beschreven door Todaro. 